# あの子が生まれる…
『あの子が生まれる…』（あのこがうまれる）は、フジテレビオンデマンド (FOD) で2020年7月18日より9月19日まで配信されていた、FODオリジナルの配信ドラマ。全10話。鈴木光司原作・脚本によるホラードラマで、主演は森田望智。
2020年10月20日（19日深夜）から12月22日(21日深夜)まで地上波（フジテレビ）で放送。

## 概要
『リング』・『貞子』シリーズの原作者である鈴木光司がドラマ用に描き下ろした原作を自ら脚本化したホラー作品。ドラマ『全裸監督』のヒロイン役を務めた森田望智が主役に抜擢され、森田にとって連続ドラマ初主演作となる。恐怖のトリガーとなる謎の女・英子役にはグラビアアイドルの小倉優香を配役。
原作者の鈴木は「映像という媒体を介してトリックを仕込んでおいた」と映像化を前提としたトリックを施していることを述べている。
第5話までは主に2015年を舞台にし、6話以降は病院が廃院となった2020年を舞台にするほか、菜央の高校時代など過去も描かれ、入り組んだ時系列で描かれる。

## あらすじ
時は2015年。郊外の産婦人科を母体に地域に根差した総合病院「新生病院」にある女性が担ぎ込まれてきた。故意に救急車に轢かれたという身元不明の妊婦・英子だった。救急処置室に運ばれた彼女の顔を見て表情が固まる医師たち。産婦人科で看護師をしている今泉菜央は彼女に自殺した同級生を重ねるが、病院内に不穏な空気が流れだす。

## 登場人物
今泉菜央（いまいずみ・なお）
演 - 森田望智
新生病院の看護師。高校時代に同級生の自殺を救えなかったという思い出したくない過去を抱える。
新生病院閉鎖後に結婚しており、結婚後は汐月菜央名義。妊娠しており、度々つわりやお腹の痛みを訴える。
英子（えいこ）
演 - 小倉優香　少女期 - 永野絵梨奈　幼少期 - 一瀬千尋
身元不明患者として運ばれてきた謎の女性。303号室に入院。実は河本潤一郎と芙美子の間に生まれた戸籍を持たない婚外子であり、幼いころに輝子に預けられた。2008年、輝子が入院の際、半ば強引に河本家に引き取られた過去を持つ。
河本秀明と河本美恵夫妻の代理母として子供を身ごもるが、出産のタイミングで河本美恵により殺害される。
汐月勇馬（しおつき・ゆうま）
演 - 松本大志
2015年時点では菜央の彼氏。2020年時点では菜央と結婚しており、悪夢に悩ませられる菜央を救うため、5年前新生病院に担ぎ込まれた謎の女性の素性を追う。実は河本潤一郎と新沼佐和子との息子であるが、物心つかない頃に養子に出されているためその事実は当人も知らない。
河本秀明（こうもと・ひであき）
演 - 市川九團次
美恵の夫。婿養子である。妻との間に子ができず、跡取り問題で義理の両親からプレッシャーをかけられているが、代理母に選んだ英子との間に子供ができてしまう。新生病因閉鎖後は離婚しており、別の女性と質素な暮らしを送っている。
河本和代（こうもと・かずよ）
演 - 山下容莉枝
院長夫人で麻酔科医。娘の美恵を溺愛する。夫の不倫相手である芙美子を殺害。その娘である英子を叔母の輝子に預け育てさせ、中学生程度の年齢に達した2008年、美恵の「身代わりの臓器になれる生命」として強引に引き取った。英子に折檻を繰り返していたが、英子に筋弛緩剤を点滴として打たれ殺害される。死亡後も美恵の夢の中に現れ、度々アドバイスを送る。
河本美恵（こうもと・みえ）
演 - 芦名星
院長の娘。看護師。妊娠中。しかし大きなお腹は世間体を考え、代理母が出産するまでのダミーであった。代理母が夫の浮気相手でもある英子だと知り逆上する。
河本潤一郎（こうもと・じゅんいちろう）
演 - 羽場裕一
新生病院の二代目院長。美恵の父であると同時に、実は英子の実父であり、勇馬の実父。新生病院閉鎖後は介護されている。
芙美子（ふみこ）
演 - 泉はる
潤一郎の愛人。英子の母。子供を出産するものの、認知を断られ、自殺未遂を起こす。しかし運び込まれた新生病院で和代に真相を知られたため、診療事故を装い殺される。
新沼佐和子（にいぬま・さわこ）
演 - おぞねせいこ
看護部長。ナースステーションの看護師たちから信頼を寄せられる快活な人物。ただしかつて潤一郎と愛人関係にあり、娘の美恵には「人殺し」とまで呼ばれており、よく思われていない。
輝子（てるこ）
演 - 赤座美代子
幼少期の英子を育てた、母のような存在。群馬在住。
矢野奈々子（やの・ななこ）
演 - 手塚真生
新生病院の看護師。噂好き。病院閉鎖後は平穏な主婦生活を送る。
桜井幸子（さくらい・さちこ）
演 - 安田聖愛
新生病院の看護師。奈々子とと同じく噂好き。病院閉鎖後は水商売に就く。
田辺和香（たなべ・わか）
演 - 崎本詩織
菜央の高校時代の同級生。目立たない存在であったが、交際していた男性の子を身ごもり、いじめの対象となり2008年に自殺する。
柏木徹（かしわぎ・とおる）
演 - 西洋亮
週刊誌記者。廃院となった新生病院がある地元の記者であり、勇馬の依頼を受け、英子の謎を追う。
ホームレス
演 - 満利江
英子が持っていた人形と同じような人形を持つ女。2015年時点では英子が病院を抜け出した際に出会っており、2020年時点では廃院した病院内を寝床にしている。
河本又一（こうもと・ゆういち）
演 - 鈴木光司（特別出演）
7話に出演。

### ゲスト
- 平嶋夏海（9話、10話）
- 加藤絵莉、杉浦檸檬、須藤未悠（9話）
- 川瀬陽太（10話、友情出演）
- カズマ・スパーキン（10話）
- 工藤結里（10話）
- スガマサミ（10話）

## スタッフ
- 原作・脚本：鈴木光司
- 脚本：久保幸湖、井上櫻子、谷井美佳
- 音楽：宮井英俊
- 特殊メイク、造形：土肥良成
- 撮影：中尾正人
- 企画・プロデュース：清水一幸
- プロデューサー：齋藤浩司、若山佑介、山口誠
- 監督：山内大輔、小野寺昭洋
- 制作プロダクション：ヒューマックスシネマ
- 制作協力：47style
- 制作著作：フジテレビジョン

## 音楽
- 主題歌 - eill「Night D」（SPACE SHOWER MUSIC）[7]

## 配信日程
| 配信回 | 配信日         | 放送日          | サブタイトル     | 配信分（FOD版） | 脚本                                | 監督       |
| ------ | -------------- | --------------- | ---------------- | --------------- | ----------------------------------- | ---------- |
| 1      | 2020年 7月18日 | 2020年 10月20日 | 謎の妊婦         | 25分            | 鈴木光司 久保幸湖 井上櫻子 谷井美佳 | 山内大輔   |
| 2      | 7月25日        | 10月27日        | 私は幽霊なのに…  | 25分            | 久保幸湖 井上櫻子 谷井美佳          | 山内大輔   |
| 3      | 8月1日         | 11月3日         | 憎しみの膨張     | 28分            | 久保幸湖 井上櫻子 谷井美佳          | 山内大輔   |
| 4      | 8月8日         | 11月10日        | 代理出産         | 27分            | 鈴木光司 久保幸湖 井上櫻子 谷井美佳 | 山内大輔   |
| 5      | 8月15日        | 11月17日        | 私を忘れないで   | 26分            | 鈴木光司 久保幸湖 井上櫻子 谷井美佳 | 山内大輔   |
| 6      | 8月22日        | 11月24日        | 動き出した悪夢   | 25分            | 鈴木光司 久保幸湖 井上櫻子 谷井美佳 | 山内大輔   |
| 7      | 8月29日        | 12月1日         | 事の真相         | 24分            | 鈴木光司 久保幸湖 井上櫻子 谷井美佳 | 小野寺昭洋 |
| 8      | 9月5日         | 12月8日         | 幼き日の英子     | 27分            | 鈴木光司 久保幸湖 井上櫻子 谷井美佳 | 山口誠     |
| 9      | 9月12日        | 12月15日        | あの子を探して   | 25分            | 鈴木光司 久保幸湖 井上櫻子 谷井美佳 | 山内大輔   |
| 10     | 9月19日        | 12月22日        | あの子が生まれる | 25分            | 鈴木光司 久保幸湖 井上櫻子 谷井美佳 | 山内大輔   |